# Eugène Harot
Eugène Harot est un architecte français né en 1881.
Il a étudié à l'École nationale des beaux-arts et dans l'atelier d'Alphonse Defrasse.
Il fut architecte en chef des monuments historiques.
Il prit sa retraite en 1950 et mourut en 1967.

## Publications
- Armorial des évêques et archevêques de Toulouse, Impr. catholique Saint-Cyprien, Toulouse, 1907 , [extrait du Recueil d'armoiries ecclésiastiques toulousaines, même auteur].
- Armorial des évêques de Rieux, Impr. catholique Saint-Cyprien, Toulouse, 1908.
- Armorial des évêques de Rieux, Impr. catholique Saint-Cyprien, Toulouse, 1908.
- Armorial des évêques de Comminges, Impr. catholique Saint-Cyprien, Toulouse, 1909.
- Les Armoiries des communes de la Haute-Garonne, Privat, Toulouse, 1910, [extrait du Bulletin de la Société archéologique du Midi de la France, no 39, 1909].
- Essai d'armorial des grands maîtres de l'Ordre de Saint-Jean de Jérusalem, Collegio araldico, Rome, 1911.
- Armorial des évêques de la Rochelle, Collegio araldico, Rome, 1912, [extrait de la Rivista del Collegio araldico, juin 1912].
- Additions et corrections à l'Armorial des évêques et archevêques de Toulouse, Privat, Toulouse, 1913, [extrait du Bulletin de la société archéologique du midi de la France, no 41, 1912].
- Les Armoiries des villes et communes de l'Aisne, impr. de C. Westercamp, Laon, 1930.
- Blasons des corporations, Compagnie française des arts graphiques, Paris, 1941.